# 紅裏蕉
紅裏蕉（学名：Stromanthe sanguinea）为竹芋科紅裏蕉屬下的一个种。